# Noyau (traitement d'image)
 (octobre 2018).
Pour les articles homonymes, voir Noyau et Convolution.
En traitement d'images, un noyau, une matrice de convolution ou un masque est une petite matrice utilisée pour le floutage, l'amélioration de la netteté de l'image, le gaufrage, la détection de contours, et d'autres. Tout cela est accompli en faisant une convolution entre le noyau et l'image.

## Détails
Suivant les valeurs, un noyau peut avoir un grand nombre d'effets.
| Opération                                                                                         | Noyau | Résultat |
| ------------------------------------------------------------------------------------------------- | --- | -------- |
| Identité                                                                                          | {\displaystyle {\begin{bmatrix}0&0&0\\0&1&0\\0&0&0\end{bmatrix}}}                                                                               |          |
| La détection de contours                                                                          | {\displaystyle {\begin{bmatrix}\ \ 1&0&-1\\\ \ 0&0&\ \ 0\\-1&0&\ \ 1\end{bmatrix}}}                                                             |          |
| La détection de contours                                                                          | {\displaystyle {\begin{bmatrix}0&\ \ 1&0\\1&-4&1\\0&\ \ 1&0\end{bmatrix}}}                                                                      |          |
| La détection de contours                                                                          | {\displaystyle {\begin{bmatrix}-1&-1&-1\\-1&\ \ 8&-1\\-1&-1&-1\end{bmatrix}}}                                                                   |          |
| Amélioration de la netteté                                                                        | {\displaystyle {\begin{bmatrix}\ \ 0&-1&\ \ 0\\-1&\ \ 5&-1\\\ \ 0&-1&\ \ 0\end{bmatrix}}}                                                       |          |
| Box blur (normalized)                                                                             | {\displaystyle {\frac {1}{9}}{\begin{bmatrix}1&1&1\\1&1&1\\1&1&1\end{bmatrix}}}                                                                 |          |
| Flou de Gauss 3 × 3 (approximation)                                                               | {\displaystyle {\frac {1}{16}}{\begin{bmatrix}1&2&1\\2&4&2\\1&2&1\end{bmatrix}}}                                                                |          |
| Flou de Gauss 5 × 5 (approximation)                                                               | {\displaystyle {\frac {1}{256}}{\begin{bmatrix}1&4&6&4&1\\4&16&24&16&4\\6&24&36&24&6\\4&16&24&16&4\\1&4&6&4&1\end{bmatrix}}}                    |          |
| Masque flou 5 × 5 Basé sur un flou de Gauss avec un montant en 1 et un seuil de 0 (sans masquage) | {\displaystyle {\frac {-1}{256}}{\begin{bmatrix}1&4&\ \ 6&4&1\\4&16&\ \ 24&16&4\\6&24&-476&24&6\\4&16&\ \ 24&16&4\\1&4&\ \ 6&4&1\end{bmatrix}}} |          |

Ce sont juste quelques exemples montrant les effets des noyaux de convolutions sur les images.

### Origine
L'origine est la position du noyau qui correspond au pixel courant. Elle peut être à l’extérieur du noyau, cependant, elle correspond la plupart du temps à un élément du noyau. Pour un noyau symétrique, l'origine est souvent l'élément central.

## Convolution
La convolution est le processus consistant à ajouter chaque élément de l'image à ses voisins immédiats, pondéré par les éléments du noyau. C'est une forme de produit de convolution. Il devra être noté que les opérations matricielles effectuées (les convolutions) ne sont pas des multiplications traditionnelles de matrices malgré le fait que ce soit noté par un « * ».
Par exemple, si nous avons deux matrices 3×3, la première étant le noyau et la seconde une partie de l'image, la convolution est le processus consistant à retourner les colonnes et les lignes du noyau puis de multiplier localement les valeurs ayant la même position, puis sommer le tout. L'élément au coordonnée [2, 2] (l'élément central) de l'image de sortie devrait être pondéré par la combinaison de toutes les entrées de la matrice de l'image, avec les poids données par le noyau comme suit :
{\displaystyle \left({\begin{bmatrix}a&b&c\\d&e&f\\g&h&i\end{bmatrix}}{\begin{bmatrix}1&2&3\\4&5&6\\7&8&9\end{bmatrix}}\right)[2,2]=(i\cdot 1)+(h\cdot 2)+(g\cdot 3)+(f\cdot 4)+(e\cdot 5)+(d\cdot 6)+(c\cdot 7)+(b\cdot 8)+(a\cdot 9).}
Les autres entrées devraient être pondérées de manière similaire, appliquée à tous les pixels de l'image.
La valeur d'un pixel dans l'image de sortie peut être calculé en multipliant le noyau sur chaque pixel. Cela peut être décrit algorithmiquement par le pseudo-code suivant :
```
pour chaque
 
ligne
 
de
 
image d'entrée
:
   
pour chaque
 
pixel
 
de
 
ligne
:

      
accumulateur
 
prend la valeur
 0

      
pour chaque
 
ligne noyau
 
de
 
noyau
:
         
pour chaque
 
élement
 
de
 
ligne noyau
:

            
si
 
la position de élément
  correspond* 
à
 la 
position de pixel
 
alors

               
multiplier
 
la valeur de élément
 
par
 
la valeur de pixel

               
ajouter
 
le résultat
 
à
 
accumulateur

            
fin du si

      
mettre
 
pixel de l'image de sortie
 
à
 accumulateur
```

*les pixels sont retrouvés par rapport à l'origine du noyau

Si le noyau est symétrique, on place le centre (l'origine) du noyau sur le pixel courant ; de ce fait, le noyau chevauchera aussi les pixels voisins. Ensuite, il faudra multiplier les éléments du noyau avec la valeur des pixels qu'il chevauche et ajouter le tout pour obtenir le résultat. La valeur de sortie sera celle du pixel courant qui est à l'origine du noyau.
Si le noyau n'est pas symétrique, il faut retourner par rapport à l'axe horizontal et vertical avant de calculer la convolution comme ci-dessus.

### Traitement des bords

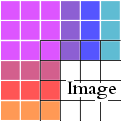
Traitement par extension

Les noyaux de convolution demandent souvent des valeurs à l’extérieur des limites de l'image, il existe plusieurs méthodes pour pallier ce problème.
Extension
Le pixel le plus près du bord est conceptuellement étendu autant que nécessaire pour donner des valeurs pour la convolution. Les pixels en coin sont étendus à 90°, et les autres sont étendus en ligne.
Enroullage (Wrap)
L'image est conceptuellement enroulée, les valeurs sont récupérées des bords opposés.
Miroir
L'image est conceptuellement reflétée sur les bords. Par exemple, pour lire un pixel 3 unité en dehors de l'image, on lit le pixel à 3 unité à l'intérieur de l'image.
Crop
Tout pixel demandant l'utilisation de pixel en dehors de l'image est passé. Cette méthode peut résulter en une image de sortie étant un petit peu plus petite, avec les bords coupés.
Kernel Crop
Tout pixel dans le noyau requérant l'utilisation des pixels en dehors de l'image n'est pas utilisé et la normalisation est ajustée pour compenser.

### Normalisation
La normalisation est définie comme la division de chaque élément du noyau par la somme de tous les éléments du noyau, donc la somme des éléments d'un noyau normalisé est 1. Cela assure que la moyenne des pixels dans l'image modifiée est aussi lumineuse que dans l'image originale